# Achyra
Achyra é um gênero de mariposa pertencente à família Crambidae.